# ワカケホンセイインコ

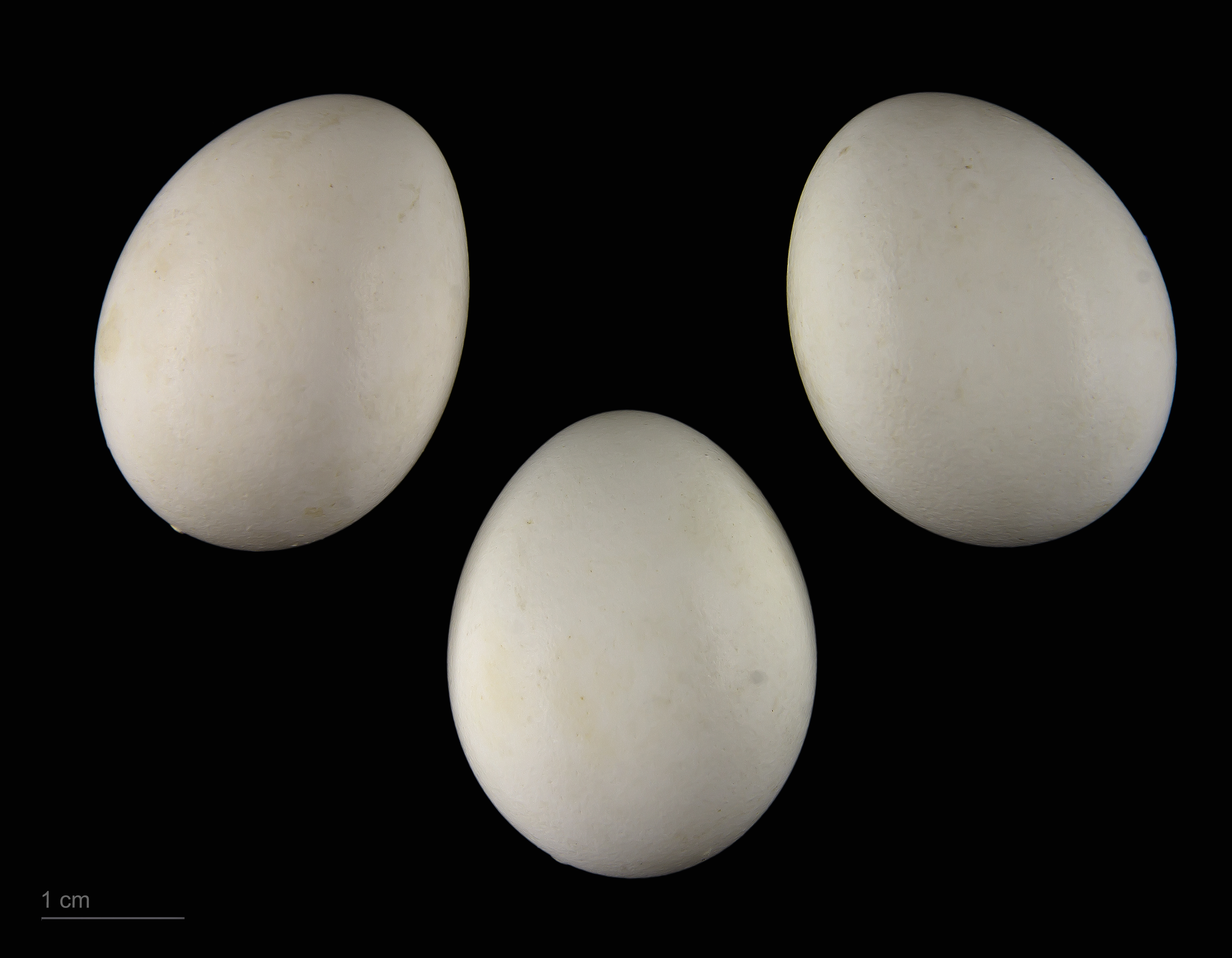
Psittacula krameri

ワカケホンセイインコ（輪掛本青鸚哥、学名:Psittacula krameri manillensis）は、オウム目インコ科の鳥。リングネックパラキートとも呼ばれる。

## 分布
北緯20度以南のインド、スリランカに分布している。世界各地でペットとして飼われていたものが野生化する現象が起きている。日本でも1969年に東京都で初めて定着が確認され、現在は、神奈川県、埼玉県、群馬県、千葉県でも生息が確認されている。
ワカケホンセイインコ、オオホンセイインコ、コセイインコ、ダルマインコなどでホンセイインコ属を形成していて、南アジア・西アジア・アフリカ中部に広く分布している。

## 形態
全長約40cm。緑色の体色で雄の成鳥には喉から首にかけて広い黒帯が走り、首の後ろは細い桃色の帯となる。この模様からツキノワインコという別名もある。オスは首の輪が目立ち、メスは目立たないので、この輪をもとに雌雄を区別することができる。ただし若い個体においては、必ずしも輪で判断できるとは限らない。通常の緑色の他、色変わりとして青色、黄色、白色の個体もいる。嘴は大きくて赤く、尾羽は長い。寿命は、飼育環境下で最長約30年である。

## 生態
食性は植物食で、植物の種子や花、果実、芽、穀物、餌台に置かれた餌などを食べる。繁殖期は春で、樹洞に営巣する。非繁殖期には群れで行動し、大木や街路樹などに集団ねぐらをとる。本亜種はいわゆるワカケダンスという、特有の踊りのような仕草をすることが知られている。緊張状態においては黒目が小さくなり、ほぼ白目の状態になる。

## 外来種問題
日本ではペット個体が逃亡などして各地で野生化している。最初に定着が確認されたのは1969年の東京都23区の西南部であり、その後、新潟県、栃木県、群馬県、埼玉県、千葉県、神奈川県、愛知県、長野県、静岡県、岐阜県、大阪府、京都府、広島県、兵庫県、愛媛県、佐賀県、宮崎県でも生息や繁殖が確認されている。
樹洞を利用する在来種の鳥類の営巣場所を奪ったりするなど、生態系への悪影響が危惧されている。また、電柱への営巣による漏電事故、農作物への被害、オウム病の媒介などの問題も指摘されている。
イギリス、ドイツ、ベルギー、オランダなどでも外来種として野生化している。イギリスでは都市部の公園などで生息や繁殖が確認されていて、在来種に悪影響を及ぼしている。

## ペットとして
多数の言葉を覚えることや、ワカケダンスに代表されるような面白い行動をとることからペットとして人気があるが、神経質な性質なのでよく知らない人間が不用意に手を近づけると噛まれて大怪我を負う恐れがあるため、注意が必要である。また、鳴き声が非常に大きいので、よく環境を調べてから飼った方が良い。